# Jagdstaffel 55
A Jagdstaffel 55, conhecida também por Jasta 55, foi um esquadra de aeronaves da Luftstreitkräfte, o braço aéreo das forças armadas alemãs durante a Primeira Guerra Mundial. De acordo com os registos existentes, pelo menos 8 vitórias aéreas são atribuídas a esta esquadra.

## Aeronaves
- Albatros D.III
- Albatros D.V